# Комья
Комья — река в России, протекает по Грязовецкому району Вологодской области. Устье реки находится в 3 км по правому берегу реки Лухта. Длина реки составляет 39 км.

## Течение
Берёт начало в болотах в 7 км к востоку от Грязовца рядом с деревней Мокрынино (Перцевское муниципальное образование). Генеральное направление течения — на север. На Комье по меркам региона расположено относительно большое число деревень (некоторые покинуты): Черницыно, Передково (Перцевское муниципальное образование); Быково, Семернино, Пальцево, Подсосенье, Огарково, Орлово, Логиново, Силифоново, Туфаново, Большое Денисьево, Аграфенка (Комьянское муниципальное образование).
Комья впадает в Лухту в черте деревни Арефино за 3 км до впадения самой Лухты в Комёлу.

## Данные водного реестра
По данным государственного водного реестра России относится к Двинско-Печорскому бассейновому округу, водохозяйственный участок реки — Северная Двина от начала реки до впадения реки Вычегда, без рек Юг и Сухона (от истока до Кубенского гидроузла), речной подбассейн реки — Сухона. Речной бассейн реки — Северная Двина.
Код объекта в государственном водном реестре — 03020100312103000006912.